# Wormwood
Wormwood je jedanaesti studijski album švedskog black metal-sastava Marduk objavljen 13. listopada 2009. godine, a objavila ga je diskografska kuća Regain Records. Prvi je Mardukov album s bubnjarom Larsom Broddessonom.

## O albumu
Album bio je snimanjen u 2009. godine u Endarker Studiju u Norrköpingu. Tekstovi govore o uništenju duše i uma i posvećenosti luciferijanskom prosvjetljenju, no to nije konceptualni album. 
U SAD-u je objavljen 13. listopada 2009., a u Brazilu tijekom prosinca.

## Popis pjesama
Tekstovi i glazba: Marduk (osim 6. pjesme - tekst: Michayah Belfagor). 
| 1.    | »Nowhere, No-One, Nothing« | 3:19 |
| 2.    | »Funeral Dawn«             | 5:51 |
| 3.    | »This Fleshy Void«         | 2:59 |
| 4.    | »Unclosing the Curse«      | 2:17 |
| 5.    | »Into Utter Madness«       | 4:41 |
| 6.    | »Phosphorous Redeemer«     | 6:02 |
| 7.    | »To Redirect Perdition«    | 6:38 |
| 8.    | »Whorecrown«               | 5:27 |
| 9.    | »Chorus of Cracking Necks« | 3:49 |
| 10.   | »As a Garment«             | 4:19 |
| 45:22 |                            |      |

## Zasluge
Marduk
- Mortuus - vokali
- Morgan - gitara
- Devo - bas-gitara, inženjer zvuka, snimanje, produkcija
- Lars - bubnjevi

Ostalo osoblje
- Holy Poison Design - fotografije, dizajn